# Joseph Engert
Joseph Engert, född 1882, död 1964, var en tysk katolsk religionsfilosof.
Engert var professor i Regensburg. Han studerade för Oswald Külpe, och förenade dennes filosofiska realism med sin katolska ståndpunkt och skrev mot Ernst Haeckels monism, Hermann Samuel Reimarus deism samt om de religiösa begreppens psykologi och pedagogik jämte teologisk kunskapslära.